# Янки (фильм)
«Янки» (англ. Yanks) — художественный фильм 1979 года, романтическая драма, снятая режиссёром Джоном Шлезингером.

## Сюжет
Действие фильма происходит во время Второй мировой войны в Великобритании незадолго до операции в Нормандии. Американские солдаты ожидают в небольшом английском городке начала операции. Местные же насмешливо называют американцев «янки».
Главные герои фильма — три американских солдата, которые влюбляются в местных английских женщин. Один из них — молодой мужчина из Аризоны сержант Мэтт Дайсон, который встречается с молодой Джин Моретон. Другая пара — капитан Джон и Элен.

## В ролях
- Ричард Гир
- Ванесса Редгрейв
- Джоан Хиксон — миссис Муди
- Лиза Айкхорн
- Уильям Дивейн
- Чик Веннера
- Арлин Дин Снайдер
- Рэйчел Робертс
- Энни Росс

## Съёмочная группа
- Авторы сценария: Уолтер Бернстайн и Колин Уэлланд
- Режиссёр: Джон Шлезингер
- Оператор: Дик Буш
- Монтаж: Джим Кларк
- Композитор: Ричард Родни Беннетт
- Художник: Брайан Моррис
- Продюсеры: Джозеф Джанни и Лестер Перски